# سيمون براون (سياسي)
سيمون براون (بالإنجليزية: Simon Brown)‏ هو سياسي أمريكي، ولد في 29 نوفمبر 1802 في الولايات المتحدة، وتوفي في 27 فبراير 1873 في كونكورد في الولايات المتحدة بسبب حمى التيفوئيد. حزبياً، نشط في حزب لا أدري والحزب الجمهوري. وقد انتخب نائب حاكم ماساتشوستس ‏.